# Tomasellia diffusa
Tomasellia diffusa är en lavart som först beskrevs av Leight., och fick sitt nu gällande namn av J. Lahm. Tomasellia diffusa ingår i släktet Tomasellia och familjen Naetrocymbaceae.   Inga underarter finns listade i Catalogue of Life.